# إدواردو فري مونتالبا
إدواردو فري مونتالبا (بالإسبانية: Eduardo Nicanor Frei Montalva)‏ مواليد 16 يناير 1911 في سانتياغو، تشيلي - الوفاة 22 يناير 1982، كان زعيم سياسي تشيلي، وزير الأشغال العامة، رئيس الحزب الديمقراطي المسيحي، عضو مجلس الشيوخ، رئيس مجلس الشيوخ، والرئيس الثامن والعشرون لتشيلي في الفترة من 1964 إلى 1970. ابنه الأكبر إدواردو فراي رويز تاجل أصبح أيضا رئيسا لتشيلي من 1994 إلى 2000.

## روابط خارجية
- إدواردو فري مونتالبا على موقع الموسوعة البريطانية (الإنجليزية)
- إدواردو فري مونتالبا على موقع مونزينجر (الألمانية)